# Moksha
Moksha (Devanagari: मोक्ष, Sanskriet: mokṣa) is de bevrijding van samsara, de cyclus van dood en wedergeboorte die afhankelijk is van karma. Het is een van de vier purushartha of doelen van het leven in het hindoeïsme. Ook binnen andere Indische stromingen als het jaïnisme en het boeddhisme werd dit het belangrijkste doel van het leven, bij het boeddhisme als nirwana.
De verschillende Indische filosofieën hebben afwijkende opvattingen over hoe moksha te bereiken is. Daarbij zijn twee richtingen te onderscheiden die allebei in meer of mindere mate terug zijn te vinden bij alle scholen, het onderscheid tussen denken en doen. Volgens de ene richting is het lijden te wijten aan onvoldoende begrip en kan alleen het verwerven van de juiste gnosis uitkomst bieden. De andere richting stelt het menselijke handelen en de intenties de juiste weg zijn, wat bereikt wordt met zelfbeheersing en ascese.
Ook over het wanneer verschillen de meningen, waarbij onder meer de advaita-school stelt dat jivanmukti mogelijk is, moksha nog in dit leven.
In de vroege Veda's was nog sprake van drie levensdoelen of trivarga, dharma (normen), artha (rijkdom) en kama (plezier). In de Upanishads werd dit uitgebreid met moksha tot caturvarga of purushartha. In plaats van rijkdom en plezier lag de nadruk vanaf dan op het lijden en het ontsnappen aan samsara.

## Middelen ommokshate bereiken
Er zijn vier yoga's of paden voor het bereiken van moksha:
- karma-yoga, het pad van onbaatzuchtige actie
- bhakti-yoga, het pad van liefdevolle toewijding en overgave aan God
- raja-yoga, het pad van zelfdiscipline en oefening
- jnana-yoga, het pad van het weten

Bij devotionele religies als het vaishnavisme is toewijding aan God de enige weg richting moksha.
Om bij het jaïnisme verlossing te bereiken, is strenge ascese nodig, waarbij geweldloosheid (ahimsa), niet liegen (satya), niet stelen (asteya), kuisheid (brahmacharya) en afzien van begeerte (aparigraha) noodzakelijk zijn.
Bij het boeddhisme is nirwana de uitdoving van de cyclus van samsara met zijn lijden (dukkha).Dit kan bereikt worden door het volgen van het edele achtvoudige pad. Het hiervoor vereiste gedrag is terug te vinden in de boeddhistische ethische code of levensregels zoals pancasilani.
Bij filosofische scholen als nyaya, vaisheshika en vedanta, vooral advaita vedanta, geldt kennis als een belangrijke factor, al verschillen zij van mening over de inhoud van die kennis. De vedanta-school heeft een monistisch wereldbeeld en ziet de werkelijkheid als een illusie, de maya. De eerste stap naar moksha is een intens verlangen ernaar, mumukshutva.

De samkhya-school heeft een dualistisch karakter en onderscheidt het stoffelijke actieve prakrti en het geestelijke passieve purusa. De werkelijkheid is de prakrti, terwijl purusa het bewustzijn is. De weg naar moksha ligt in het inzicht dat de purusa geen deel uitmaakt van de wereld met zijn lijden en dat de prakrti zonder het bewustzijn van de purusa geen lijden voelt.

De yoga-school heeft vooral een praktische benadering waarbij moksha bereikt wordt door een combinatie van onthoudingen (yama's), voorschriften (niyama's), meditatie (dhyana) en andere oefeningen, de acht geledingen (ashtanga).
Enkele tradities zien de verschillende wegen als gelijkwaardige aanvullende paden naar moksha, maar vaker zien tradities alternatieve paden als minderwaardig ten opzichte van het eigen pad.